# Choi Yul
Yul Choi é um activista, ambientalista e organizador sul-coreano. Ele presidiu o Movimento Anti-Poluição Coreano em 1988 e liderou a Federação Coreana para o Movimento Ambiental em 1993. Ele recebeu o Global 500 Roll of Honor em 1994 e o Prémio Ambiental Goldman em 1995.